# Giulio Gavotti
Giulio Gavotti (Genova, 17 ottobre 1882 – Roma, 6 ottobre 1939) è stato un ingegnere e aviatore italiano.
È stato uno dei pionieri dell'aeronautica italiana.

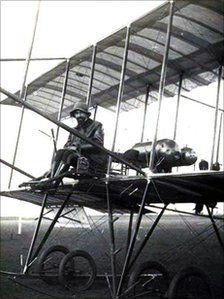
Giulio Gavotti su un biplano Farman, Roma 1910.

## Biografia
Si laurea in ingegneria a Bologna nel 1906 e l'anno seguente si specializza a Liegi in ingegneria mineraria. Il 31 gennaio 1909 inizia il corso allievi ufficiali di complemento a Torino nel 5º reggimento "Genio Minatori". Il 13 gennaio 1910 viene inviato presso la Brigata specialisti del Genio di stanza a Roma ed il 13 febbraio presta il suo giuramento da ufficiale.
Nel 1910 consegue il brevetto di pilota di sferico e il 17 novembre dello stesso anno si brevetta pilota aviatore su apparecchio Farman. Il 26 settembre sempre del 1910 al suo dodicesimo giorno di scuola aveva sorvolato Roma e il Vaticano ricevendo per questo gli arresti (i primi arresti di un ufficiale pilota). Nell'agosto 1911 insieme a Carlo Maria Piazza, Riccardo Moizo ed altri partecipa alle Grandi Manovre che si svolsero in Monferrato e nel settembre dello stesso anno partecipa al raid Bologna-Venezia-Rimini nel quale si classificò secondo dietro il capitano Piazza. Il 14 ottobre 1911 salpa insieme alla Flottiglia Aviatori composta da 11 piloti, 30 uomini di truppa e nove aeroplani.

### Il primo bombardamento aereo
Il 1º novembre 1911 dall'abitacolo del suo Etrich Taube lanciò tre bombe Cipelli su di un accampamento turco ad Ain Zara e 1 sull'oasi di Tripoli stessa, come scrisse lui stesso a suo padre:
Fu questa la prima azione di bombardamento compiuta da un aeroplano. Per questa azione ed altra a Gargaresc Giulio Gavotti verrà ricompensato con la medaglia d'Argento al valor militare.
Rimpatriato nel 1912 e posto in congedo, fu assunto il 1º luglio come ingegnere presso il Battaglione Aviatori di stanza a Torino ed incaricato dell'insegnamento sui materiali e sugli apparecchi di volo agli ufficiali aspiranti allievi piloti. Rimase in forza a questo comando come istruttore e collaudatore sino al 1917 quando venne nominato "capo commissione collaudi in volo" per la Liguria e la Toscana della sezione distaccata di Genova della Direzione Tecnica dell'Aviazione militare.
Nel 1923 entrò a far parte del Commissariato dell'Aeronautica, con l'incarico di rivedere tutti i contratti di alienazione del materiale residuato bellico che avevano dato luogo a speculazioni e illeciti profitti. Il 1º novembre 1923 venne nominato maggiore del Genio Aeronautico (G.A.R.I.) nella neonata Regia Aeronautica italiana.
Venne messo al comando di una delle due sezioni in cui era divisa la Direzione superiore del genio e delle costruzioni Aeronautiche comandata dal maggior generale Alessandro Guidoni. La Direzione era divisa in due sezioni: una "produzione aeroplani", comandata da Giulio Gavotti che la diresse fino alla fine del 1925, ed una "dirigibili" comandata da Umberto Nobile. Nel 1927 fu investito direttamente da Italo Balbo della carica di Sopraintendente Tecnico della Aero Espresso Italiana, che era una società di navigazione aerea che faceva servizio tra l'Italia e la Turchia. Gavotti ricevette anche l'incarico di rappresentante dello Stato nel consiglio di amministrazione della stessa società.
Proprio perché aveva assunto questi incarichi nell'aviazione civile, andò in pensione come colonnello. Nel dicembre 1929 venne nominato amministratore delegato della società di navigazione aerea Società Aerea Mediterranea (SAM) fino al 1931, carica nella quale fu sostituito da Umberto Klinger. Quando fu fondata la nuova società aerea Ala Littoria, che nel frattempo era nata dalla fusione tra la SAM e altre compagnie aeree italiane, rimase membro del consiglio d'amministrazione e fu nominato Ispettore Generale della stessa.

## Nella letteratura
Il primo bombardamento aereo di Giulio Gavotti venne celebrato da Gabriele D'Annunzio nella "Canzone della Diana":
[...] e tu Gavotti, dal tuo lieve spalto

chinato nel pericolo dei venti

sul nemico che ignora il nuovo assalto!

Poi come il tessitor lancia la spola

o come il frombolier lancia la fromba

(gli attoniti la grande ala sorvola)

Anche la Morte or ha le sue sementi.

La bisogna con una mano sola

Tratti, e strappi la molla con i denti.

Di su l'ala tu scagli la tua bomba

alla subita strage; e par che t'arda

Il cuor vivo nel filo della romba....

## Fonti
- Album dei Pionieri della Aviazione italiana, Roma 1982 Stampato presso Tipolitografia della Scuola di Applicazione A.M. - FI 1982.
- Gli sports meccanici, Roma, 15 maggio 1933;